# Cribrilina watersi
Cribrilina watersi is een mosdiertjessoort uit de familie van de Cribrilinidae. De wetenschappelijke naam van de soort is voor het eerst geldig gepubliceerd in 1902 door Andersson.